# RS Волка
RS Волка (лат. RS Lupi), HD 125849 — двойная звезда в созвездии Волка на расстоянии (вычисленном из значения параллакса) приблизительно 7398 световых лет (около 2268 парсеков) от Солнца. Видимая звёздная величина звезды — от +12,3m до +10,7m.

## Характеристики
Первый компонент — оранжевый гигант, углеродная пульсирующая медленная неправильная переменная звезда (LB) спектрального класса C(Nb). Масса — около 3,429 солнечных, радиус — около 320,962 солнечных, светимость — около 3484,542 солнечных. Эффективная температура — около 3716 K.
Второй компонент — красный карлик спектрального класса M. Масса — около 221,28 юпитерианских (0,2112 солнечной). Удалён на 2,255 а.е..